# Scandalul plagiatelor
Scandalul plagiatelor este un scandal public din România din anul 2016.

## Preambul
Acuzații de plagiat au existat în politica și cultura românească încă de înainte de 2016:
- Mircea Beuran, ministru al sănătății, acuzat în septembrie 2003 de plagiat [1][2]
- Victor Ponta, prim ministru, a fost acuzat în iunie 2012 că a plagiat lucrarea de doctorat - vezi Cazul plagiatului din teza de doctorat a lui Victor Ponta [3][4]
- Ioan Mang, ministrul educației, acuzat în mai 2012 de plagiat [5]
- Gigel Știrbu, ministrul culturii, acuzat în ianuarie 2014 de plagiat [6]
- Ioanel Sinescu, medic român, membru titular al Academiei Române, acuzat în iunie 2007 de plagiat [7]
- Constantin Popa, medic, membru titular al Academiei Române, acuzat în aprilie 2013 de plagiat [8][9]

## Scandalul din 2016
În martie 2016, procurorul general interimar, Bogdan Licu, a cerut retragerea titlului de doctor.
La 30 iunie 2016, Consiliul Național de Atestare a Diplomelor (CNATDCU) a anunțat că are în lucru 10 dosare, printre care cazurile de plagiat ale fostului vicepremier Gabriel Oprea, ministrului de Interne Petre Tobă
și primarilor Florentin Pandele și Robert Negoiță.
La 8 iulie 2016, nouă doctoranzi ai Academiei de Informații "Mihai Viteazul" au cerut retragerea titlului de doctor, printre aceștia fiind foștii miniștri Radu Stroe și Mihai Stănișoară dar și Bogdan Licu, adjunct la Parchetul General.
La 26 iulie 2016, Gabriel Oprea a fost deposedat de titlul de doctor.
La 4 august 2016, lucrarea de doctorat a lui Robert Negoiță a făcut obiectul unui dosar penal, după ce Academia de Poliție „Alexandru Ioan Cuza” a cerut retragerea titlului de doctor, având suspiciuni că teza este plagiată.
În octombrie 2016, majoritatea PSD din Senat a adoptat un proiect de lege care avantajează plagiatorii. Legea dă posibilitatea unui plagiator să renunțe de bunăvoie la doctorat, fără să răspundă pentru frauda intelectuală. De asemenea, titlurile de doctor sunt acordate și retrase de universități, nu de Ministerul Educației. Specialiștii spun că legea a fost dată de politicieni pentru a-și reglementa propriile situații.
În urma sesizării primului ministru Dacian Cioloș, Curtea Constituțională a decis că legea de adoptare a Ordonanței de Urgență privind plagiatele este neconstituțională.